# Severiano (filho de Valério Severo)
Severiano (em latim: Severianus) foi um romano do século IV, filho do imperador Valério Severo (r. 305–307). Aparece em 313, quando estava junto do coimperador Maximino Daia (r. 305–313). Na ocasião, aparentemente esperou tomar a púrpura, mas foi executado por Licínio (r. 308–324).